# رافائل جی. موزس
رافائل جیکوب موزس (۱۸۱۲–۱۸۹۳) وکیل، مالک مزارع، افسر کنفدراسیون و سیاستمدار آمریکایی بود.

## زندگی‌نامه

### اوایل زندگی
موزس در سال ۱۸۱۲ در یک خانوادهٔ یهودی-آمریکایی سرشناس در چارلستون، کارولینای جنوبی متولد شد. خانوادهٔ او در جنگ انقلاب آمریکا بین سال‌های ۱۷۷۵ تا ۱۷۸۳ جنگیدند و او نسل پنجمی از اهالی کارولینای جنوبی بود. پدرش اسرائیل موسی و مادرش دبورا کوهن بود. او در چارلستون بزرگ شد.

### شغل
او به عنوان وکیل در سنت جوزف، فلوریدا و آپالاچیکولا، فلوریدا فعالیت می‌کرد و در سال ۱۸۴۸ در کلمبوس، جورجیا ساکن شد.
او مزرعه‌ای به نام اسکوئیلین، که از تپهٔ اسکوئیلین در رم، ایتالیا گرفته بود و در محلهٔ بنینگ هیلز در کلمبوس، جورجیا واقع شده بود، خریداری کرد. او در سال ۱۸۵۰ پنجاه برده و تا سال ۱۸۶۰ شصت برده داشت. او پیشگام کشت تجاری هلو در مزرعهٔ خود بود و در سال ۱۸۵۱ از اولین بازرگانانی بود که آنها را به شمال (شهر نیویورک) فرستاد. او هلوهایش را به جای اینکه در ظروف زغال پودر شده، که روش استاندارد آن زمان بود، حمل کند، در سبدهای شامپاین می‌فرستاد. نتیجه، هلوی تازه‌تری بود که در بین مصرف‌کنندگان بسیار محبوب شد.

### مرگ
او در ۱۳ اکتبر ۱۸۹۳ در بروکسل، بلژیک درگذشت.